# Gerard López
Gerard López Segú (Granollers, 12 maart 1979) - alias Gerard - is een Spaans voormalig profvoetballer die doorgaans als middenvelder speelde. Hij is de jongere broer van Sergi López Segú.

## Clubcarrière
Gerard is, net als zijn oudere broer Sergi, afkomstig uit de cantera, de jeugdopleiding, van FC Barcelona. In 1996 won hij met Juvenil A, het hoogste jeugdelftal van de club, de Copa del Rey Juvenil ten koste van Real Madrid (4-2). In 1997 verruilde de Catalaanse middenvelder de jeugd van Barça voor Valencia CF, nadat hoofdcoach Louis van Gaal onvoldoende toekomst in hem zag. Gerard werd vervolgens één seizoen verhuurd aan Deportivo Alavés. Daarna keerde hij terug naar Valencia CF en met die club maakte Gerard in 1999/2000 furore in de Champions League. Mede dankzij een hattrick van Gerard tegen Lazio Roma werd de finale gehaald, waarin Real Madrid met 3-0 te sterk was. Zijn goede prestaties leverden Gerard een plek op in de Spaanse selectie voor het EK.
FC Barcelona haalde de middenvelder vervolgens in de zomer van 2000 voor veel geld terug, maar Gerard haalde mede door enkele zware blessures nooit het niveau dat hij bij Valencia CF had laten zien. In het seizoen 2004/2005 kwam Gerard weinig in actie, dertien competitieduels en drie CL-duels, en hij besloot daarom te vertrekken. AS Monaco werd zijn nieuwe club, waar Gerard een vierjarig contract tekende. In zijn eerste seizoen bij AS Monaco werd Gerard wederom geplaagd door een zware blessure, ditmaal aan de achillespees, waardoor de middenvelder slechts zeven competitiewedstrijden speelde.
Een jaar later kwam Gerard opnieuw tot slechts zeven wedstrijden in de Ligue 1, waarna hij en AS Monaco een ontbinding van zijn contract overeenkwamen. Eind augustus 2007 werd Gerard gecontracteerd door Recreativo Huelva. Ook bij deze club wist hij geen vaste waarde te worden, waarna de middenvelder in 2008 vertrok. Aanvankelijk bleef Gerard zonder club en trainde hij mee met EC Granollers, de amateurclub uit zijn geboorteplaats. In februari 2009 werd hij uiteindelijk gecontracteerd door Girona FC. Voorafgaand aan het seizoen 2009/2010 werd Gerard benoemd tot aanvoerder van de club. Na het seizoen 2010/2011 beëindigde Gerard zijn loopbaan als profvoetballer.

## Clubstatistieken
| Seizoen | Club               | Competitie         | Duels | Goals |
| ------- | ------------------ | ------------------ | ----- | ----- |
| 1996/97 | FC Barcelona B     | Segunda División A | 31    | 10    |
| 1997/98 | Valencia CF        | Primera División   | 11    | 0     |
| 1998/99 | → Deportivo Alavés | Primera División   | 29    | 7     |
| 1999/00 | Valencia CF        | Primera División   | 34    | 4     |
| 2000/01 | FC Barcelona       | Primera División   | 24    | 2     |
| 2001/02 | FC Barcelona       | Primera División   | 15    | 0     |
| 2002/03 | FC Barcelona       | Primera División   | 20    | 0     |
| 2003/04 | FC Barcelona       | Primera División   | 19    | 1     |
| 2004/05 | FC Barcelona       | Primera División   | 13    | 2     |
| 2005/06 | AS Monaco          | Ligue 1            | 7     | 0     |
| 2006/07 | AS Monaco          | Ligue 1            | 7     | 1     |
| 2007/08 | Recreativo Huelva  | Primera División   | 18    | 0     |
| 2008/09 | Girona FC          | Segunda División A | 5     | 4     |
| 2009/10 | Girona FC          | Segunda División A | 21    | 0     |
| 2010/11 | Girona FC          | Segunda División A | 4     | 0     |
| Totaal  | Totaal             | Totaal             | 257   | 31    |

## Interlandcarrière
Gerard speelde zes wedstrijden voor het Spaans nationaal elftal. Zijn debuut maakte hij op 3 juni 2000 in een oefenduel tegen Zweden in de aanloop naar het EK 2000 in Nederland en België, net als doelman Iker Casillas. Op dit toernooi speelde Gerard slechts één wedstrijd. In de met 2-1 verloren kwartfinale tegen de latere kampioen Frankrijk verving hij na 77 minuten Iván Helguera. Gerard speelde op 7 oktober 2000 tegen Israël zijn laatste interland. De middenvelder maakte in zijn zes interlands twee doelpunten: op 2 september 2000 tegen Bosnië en Herzegovina en op 7 oktober 2000 tegen Israël.
| Interlands van Gerard López voor Spanje | Interlands van Gerard López voor Spanje | Interlands van Gerard López voor Spanje | Interlands van Gerard López voor Spanje | Interlands van Gerard López voor Spanje | Interlands van Gerard López voor Spanje |
| №                                       | Datum                                   | Wedstrijd                               | Uitslag                                 | Competitie                              | Goals                                   |
| Als speler van Valencia                 | Als speler van Valencia                 | Als speler van Valencia                 | Als speler van Valencia                 | Als speler van Valencia                 | Als speler van Valencia                 |
| --------------------------------------- | --------------------------------------- | --------------------------------------- | --------------------------------------- | --------------------------------------- | --------------------------------------- |
| 1                                       | 3 juni 2000                             | Zweden – Spanje                         | 1 – 1                                   | Vriendschappelijk                       | 0                                       |
| 2                                       | 7 juni 2000                             | Luxemburg – Spanje                      | 0 – 1                                   | Vriendschappelijk                       | 0                                       |
| 3                                       | 25 juni 2000                            | Frankrijk – Spanje                      | 2 – 1                                   | EK-eindronde                            | 0                                       |
| Als speler van FC Barcelona             |                                         |                                         |                                         |                                         |                                         |
| 4                                       | 16 augustus 2000                        | Duitsland – Spanje                      | 4 – 1                                   | Vriendschappelijk                       | 0                                       |
| 5                                       | 2 september 2000                        | Bosnië en Herzegovina – Spanje          | 1 – 2                                   | WK-kwalificatie                         | 39'                                     |
| 6                                       | 7 oktober 2000                          | Spanje – Israël                         | 2 – 0                                   | WK-kwalificatie                         | 22'                                     |

## Loopbaan als trainer
In 2013 volgde Gerard Johan Cruijff op als bondscoach van het Catalaans voetbalelftal. Hij kreeg in juli 2015 een contract voor twee jaar als coach van FC Barcelona B.
1 Cañizares ·
2 Salgado ·
3 Aranzábal ·
4 Guardiola ·
5 Abelardo ·
6 Hierro  ·
7 Helguera ·
8 Fran ·
9 Munitis ·
10 Raúl ·
11 Alfonso ·
12 Sergi Barjuán ·
13 Casillas ·
14 Gerard ·
15 Engonga ·
16 Mendieta ·
17 Etxeberria ·
18 Jémez ·
19 Velasco ·
20 Urzaíz ·
21 Valerón ·
22 Molina ·
Coach: Camacho